# Submarino U 6 (1935)
El U 6 o Unterseeboot 6 fue el sexto de los submarinos alemanes de la Kriegsmarine, y el último de los Tipo IIA, que participó en acciones de combate de la Segunda Guerra Mundial hasta que fue dado de baja y arrumbado 7 de agosto de 1944 en Gotenhafen. 

## Construcción
Se ordenó iniciar la construcción de este pequeño submarino costero tras el rechazo de Adolf Hitler de los términos del Tratado de Versalles, que prohibían expresamente a Alemania la posesión de una fuerza de submarinos. Su quilla fue puesta sobre las gradas de los astilleros Deutsche Werke de Kiel el 11 de febrero de 1935 simultáneamente con los U 1, U 2, U 3, U 4 y U 5 en medio de un ambiente festivo.
Fue botado el 15 de junio de 1935 y entregado a la Kriegsmarine el 29 de junio de 1935 tras la finalización de sus obras, que lo puso bajo el mando del Oberleutnant Ludwig Mathes.

## Historial
Su mando era un puesto de prestigio antes de comenzar la guerra dentro de la Kriegsmarine. Durante esos años, todos sus comandantes fueron veteranos del arma submarina de la Primera Guerra Mundial. Aunque cuando comenzó la Segunda Guerra Mundial, el panorama había cambiado, ya que tanto el U 6 como sus gemelos no eran rivales para competir con los mayores y más rápidos submarinos contemporáneos del resto de los contendientes. 

### Patrullas de combate

#### Primera patrulla de combate
Partió el 30 de agosto de 1939 de la base de Kiel al mando del Capitán (Kapitänleutant) Joachim Matz para operar en el mar Báltico durante dos semanas, tras lo cual el U 6 retornó el 13 de septiembre a su base sin reportar ningún encuentro con buques enemigos.

#### Segunda patrulla de combate
El U 6 zarpó de Kiel con el Oberleutnant Adalbert Schnee al mando, con órdenes de operar al sudoeste de Noruega, como apoyo a la preparación de la Operación Weserübung (la invasión alemana de Noruega), tras lo cual retornó a su base el 19 de abril de 1940, sin que tampoco en esta ocasión encontrase buques enemigos.

### Buque escuela

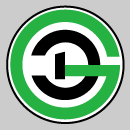
Emblema de la 21.ª Unterseebootsflottille.

Una vez que Noruega fue sometida, llegó a ser evidente que el U 6 y sus cuatro gemelos supervivientes resultaban obsoletos en aquel momento, por lo que fueron relegados a labores de entrenamiento de tripulaciones encuadrados dentro de la vigésimo primera Unterseebootsflottille (flotilla de submarinos), en la que sirvió en el mar Báltico.
Su tarea fundamental en este periodo de tiempo fue la de preparar a los tripulantes de U-boote cara a prestar sus servicios en la Batalla del Atlántico. En algunas de estas patrullas de entrenamiento, se dirigió a aguas soviéticas durante la operación Barbarroja, aunque tampoco en esta ocasión logró encontrar ningún blanco.
En verano de 1944, ante la carencia de recursos y repuestos y debido a la baja reputación de los submarinos del tipo II en cuanto a resultados obtenidos y accidentes, el U 6 fue dado de baja y arrumbado en Gotenhafen con una tripulación de mantenimiento, usándose desde ese momento parte sus componentes como fuente de repuestos. En esta situación continuó hasta mayo de 1945, cuando se comenzó a desguazarlo para evitar que fuera capturado por los soviéticos, trabajos que no habían concluido al llegar a Gotenhafen las tropas rusas.

## Comandantes
| Empleo                                  | Nombre                    | Desde                              | hasta                                |
| --------------------------------------- | ------------------------- | ---------------------------------- | ------------------------------------ |
| Oberleutnant ascendió a Kapitänleutnant | Ludwig Mathes             | 7 de septiembre de 1935            | 30 de septiembre de 1937             |
| Oberleutnant                            | Werner Heidel             | 1 de octubre de 1937               | 17 de diciembre de 1938              |
| Oberleutnant ascendió a Kapitänleutnant | Joachim Matz              | 17 de diciembre de 1938            | 26 de noviembre de 1939              |
| Oberleutnant                            | Hans-Bernhard Michalowski | noviembre de 1939                  | diciembre de 1939                    |
| Oberleutnant                            | Otto Harms                | 27 de noviembre de 1939            | 17 de enero de 1940                  |
| Oberleutnant                            | Adalbert Schnee           | 18 de enero de 1940                | 16 de junio de 1940                  |
| Oberleutnant                            | Georg Peters              | junio de 1940                      | julio de 1940                        |
| Kapitänleutnant                         | Johannes Liebe            | 11 de julio de 1940                | marzo de 1941                        |
| Oberleutnant                            | Eberhard Bopst            | marzo de 1941                      | septiembre de 1941                   |
| Oberleutnant                            | Herbert Brüninghaus       | septiembre de 1941 octubre de 1941 | 19 de octubre de 1942 agosto de 1942 |
| Oberleutnant                            | Paul Just                 | agosto de 1942                     | septiembre de 1942                   |
| Oberleutnant                            | Otto Niethmann            | 20 de octubre de 1942              | junio de 1943                        |
| Leutnant ascendió a Oberleutnant        | Alois König               | junio de 1943 agosto de 1943       | octubre de 1943 16 de abril de 1944  |
| Leutnant ascendió a Oberleutnant        | Horst Heitz               | agosto de 1943                     | octubre de 1943                      |
| Leutnant                                | Erwin Jestel              | 17 de abril de 1944                | 9 de julio de 1944                   |